# Nedžad Botonjič
Nedžad Botonjič, slovenski nogometaš, * 25. avgust 1977, † 7. februar 2005, Ljubljana.
Botonjič je nekdanji slovenski profesionalni nogometaš, ki je igral na položaju vratarja. Celotno kariero je branil za slovenske klube Svoboda, Korotan Prevalje, ND HIT Gorica, NK Dravograd, NK Mura in NK Factor Ljubljana. Skupno je v prvi slovenski ligi odigral 188 tekem. Enkrat je branil tudi za slovensko reprezentanco do 18 let. Leta 2005 se je na treningu zgrudil in kljub hitri zdravniški pomoči umrl zaradi srčnega napada.